# 红星勋章

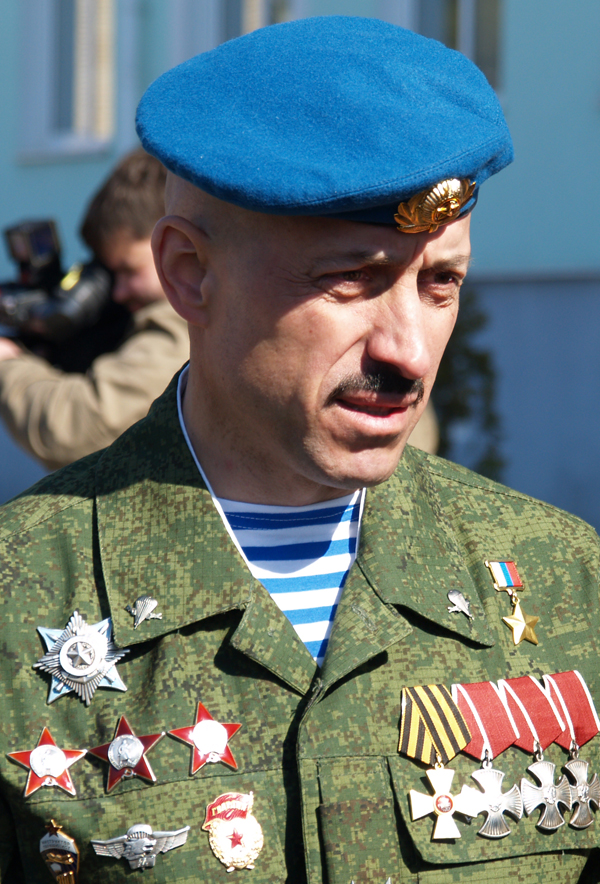
阿纳托利·列别德中校佩戴了他在阿富汗获得的三枚红星勋章

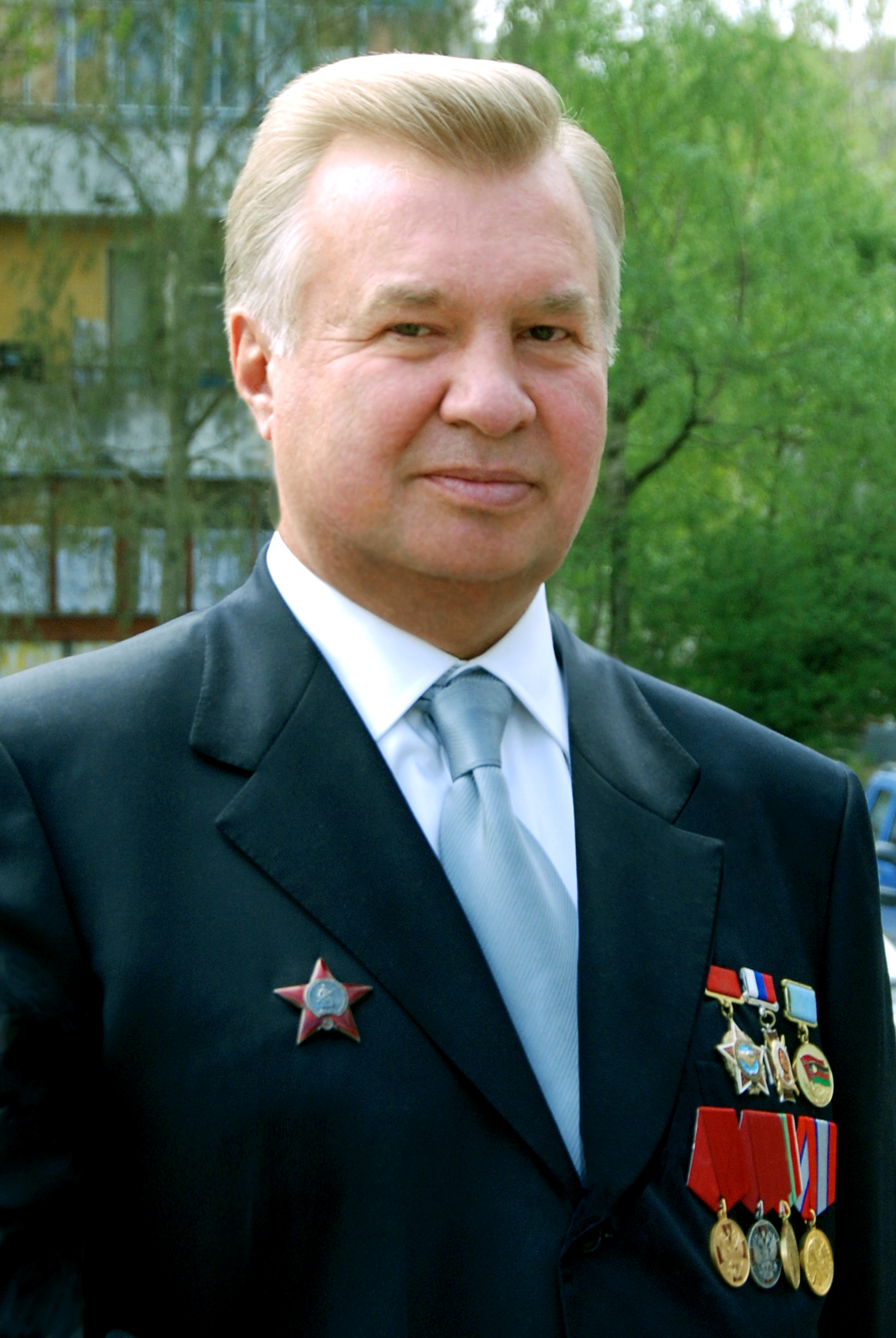
阿富汗老兵伊戈尔·弗拉基米罗维奇·维索茨基在便装上佩戴着红星勋章和其它奖章

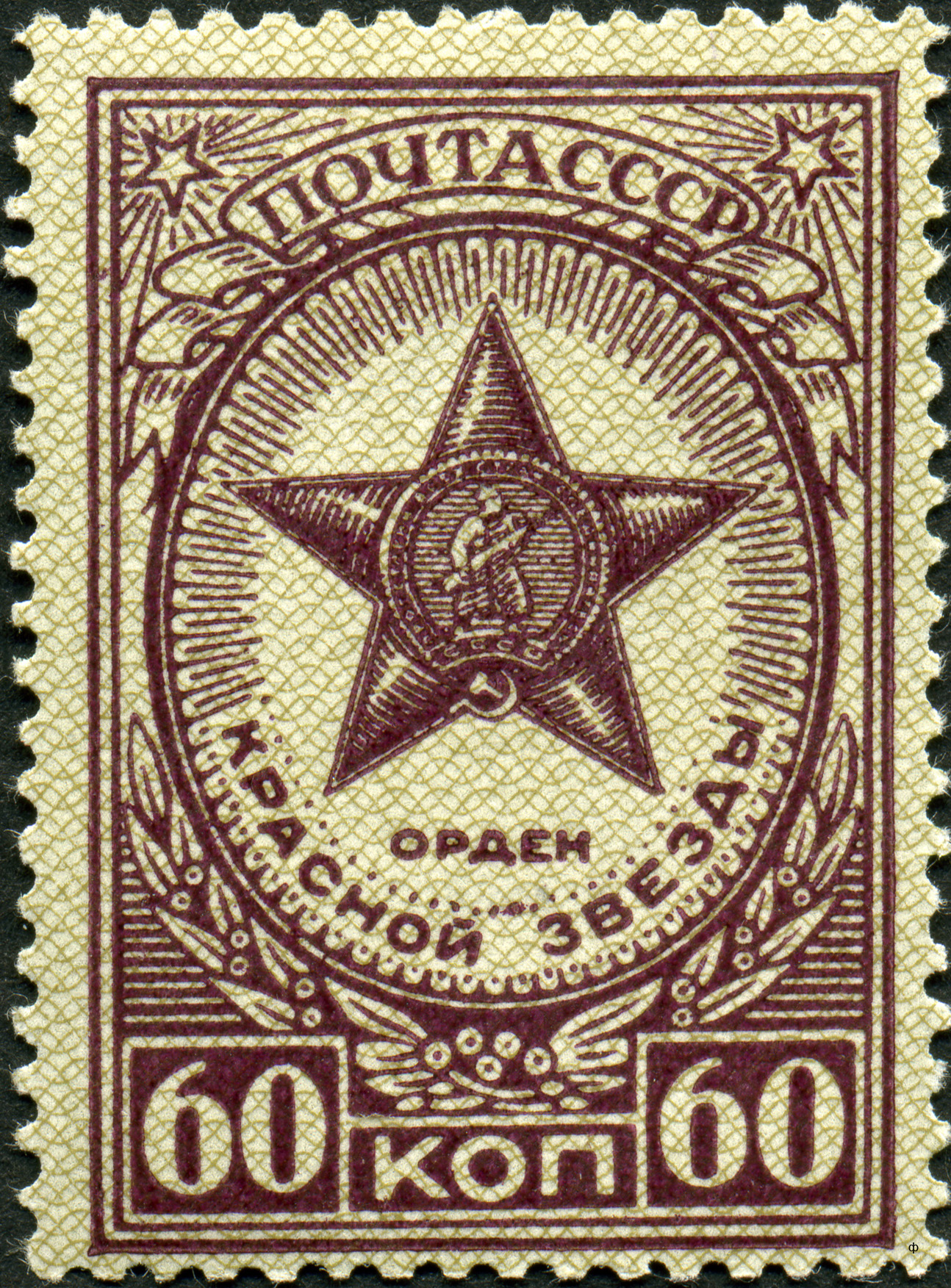
1946年苏维埃印有红星勋章的60戈比邮票

红星勋章（俄语：Орден Краснoй Звезды）是一种是表彰苏联勇士的军事奖章。由苏联最高苏维埃主席团于1930年4月6日下令设立，但它的明确章程只是苏联最高苏维埃主席团在1930年5月5日才正式颁布。该章程后来被1936年5月7日、1943年6月19日、1946年2月26日、 1947年10月15日、1947年12月16日的苏联最高苏维埃主席团法令以及1980年3月28日通过的第1803-X法令进行了多次修订。

## 授奖章程
红星勋章被授予苏联陆军、海军、边防、国内安全部队士兵、克格勃以及士官和内务部机构人员；到单位、军舰、协会、企业、机构和组织以及国外的军事人员：
- 表彰在战斗中勇敢无畏或出色地组织和领导我方军队在战斗中取得胜利的个人；
- 表彰成功地指挥军事单位或兵团给敌方沉重打击，造成大规模伤亡者；
- 表彰在保卫苏联国家边境和公共安全上表现突出者；
- 表彰在执行军事任或涉及生命安全情况下，表现英勇顽强者；
- 表彰和平时期模范地执行特殊命令任务和其它突出的忠诚事迹者；
- 表彰为维护和提高军队作战与政治素质，掌握新装备应用、增强苏联防御能力方面作出重大贡献者；
- 表彰为发展苏联武装部队训练所用的军事科技方面取得成绩者；
- 表彰为加强社会主义大家庭防卫能力作出贡献者。[6]

红星勋章一般佩戴在右胸部，当存在其他苏联勋章时，应排列在各民族人民友谊勋章之后，在苏联武装力量中为祖国服务勋章之前。如果佩戴了其它俄罗斯联邦勋章或奖章，后则者具有优先权。

## 长期服务奖
1944年至1958年，红星勋章也被用来作为一个长期服务奖，以纪念在军队、国家安全局或警察局服务15年。1957年9月14日苏联最高苏维埃主席团法令强调：贬低某些苏维埃高级军事勋章用作长期服务奖，更改了它们原定的标准和意义。因此，1959年1月5日苏联国防部部长、内务部部长和克格勃主席联合发布法令，另外设立了“一级，二级和三级圆满服役奖章”，以制止这种做法。

## 勋章描述
红星勋章是一个红色搪瓷47毫米到50毫米宽（取决不同的变种）银质五角星。正面中心部位，是氧化银圆盾状图案，刻着一位穿着大衣、戴着布琼尼帽，背着步枪站立的士兵浮雕，四周围绕一圈窄边，雕刻着苏联国家格言：“全世界无产者，联合起来！”（俄语：«Пролетариивсехстран，соединяйтесь！»），士兵下方题写着“苏联”（俄语：«СССР»）字样。徽章底部是银质锤子与镰刀。勋章背面平坦，仅压印了生产厂家标志和奖章序列号。勋章通过一柱状螺孔和螺钉附着在衣物上。
当未佩戴勋章时，带条状授带可代替勋章佩戴在左侧胸部。红星勋章的授带中间为银白色条纹、宽5毫米，两端暗红色条纹、宽24毫米。。

## 部分获奖者名单
被6次授予红星勋章的有5人；5次的超过12人，4次的超过150人，3次的多达1000人以上。以下是此类多次获奖者部分名单：

### 六次者
- 菲利普·彼得罗维奇·奥诺普林科上校(Colonel Philip Petrovich Onoprienko)
- 彼得·彼得罗维奇·潘琴科上校(Colonel Peter Petrovich Panchenko)
- 瓦西里·瓦西列维奇·西朗耶夫中校(Lieutenant Colonel Vasily Vasilevich Silantyev)

### 五次者
- 康斯坦丁·伊万诺维奇·马尔哈相上校(Colonel Konstantin Ivanovich Malkhasyan)
- 伊万·尼基福罗维奇·斯捷潘年科（俄语：Степаненко, Иван Никифорович）少将
- 阿列克谢·彼得罗维奇·亚基莫夫上校(Colonel Alexey Petrovich Yakimov)

### 四次者
- 加拉克季翁·阿尔派泽（俄语：Алпаидзе, Галактион Елисеевич）中将
- 格奥尔基·拜杜科夫（俄语：Байдуков, Георгий Филиппович）大将
- 亚历山大·伊万诺维奇·巴巴耶夫大将(Colonel General Alexander Ivanovich Babaev)
- 瓦伦丁·加夫里洛夫上校(Colonel Valentin Gavrilov)

### 三次者
- 瑙姆·舒斯特曼（英语：Naum Shusterman）中校
- 阿纳托利·列别德（俄语：Лебедь, Анатолий Вячеславович）中校
- 陆军大将阿列克谢·叶皮谢夫
- 根纳季·伊万诺维奇·奥巴图罗夫（俄语：Обатуров, Геннадий Иванович）将军
- 海军上尉阿萨夫·阿布德拉赫曼诺夫（俄语：Абдрахманов, Асаф Кутдусович）
- 亚历山大·瓦西里耶维奇·别利亚科夫（俄语：Беляков, Александр Васильевич (лётчик)）中将
- 海军少将阿克塞尔·伯格（俄语：Берг, Аксель Иванович）
- 海军上将尼古拉·谢尔盖耶夫（俄语：Сергеев, Николай Дмитриевич）
- 飞行员奥尔加·亚姆希科夫（俄语：Ямщикова, Ольга Николаевна）

### 集体
- 亚历山德罗夫红旗歌舞团
- 第89步兵师
- 第9库尔斯克步兵师
- 第80空中机动联队
- 第8军团(乌克兰)
- 第七近卫空降师